# Vallières (Aube)
Vallières ist eine französische Gemeinde mit 169 Einwohnern (Stand: 1. Januar 2022) im  Département Aube in der Region Grand Est (vor 2016 Champagne-Ardenne). Sie gehört zum Arrondissement Troyes und zum Kanton Les Riceys.

## Geographie
Vallières liegt etwa 36 Kilometer südlich von Troyes. Umgeben wird Vallières von den Nachbargemeinden Turgy im Norden, Cussangy im Osten, Chesley im Südosten und Süden, Prusy im Süden und Südwesten sowie Vanlay im Westen und Nordwesten.

## Bevölkerungsentwicklung
| Jahr                       | 1962 | 1968 | 1975 | 1982 | 1990 | 1999 | 2006 | 2011 | 2019 |
| Einwohner                  | 198  | 174  | 137  | 130  | 134  | 135  | 134  | 146  | 165  |
| Quellen: Cassini und INSEE |      |      |      |      |      |      |      |      |      |

## Sehenswürdigkeiten
- Kirche Saint-Bénigne, Monument historique seit 1926

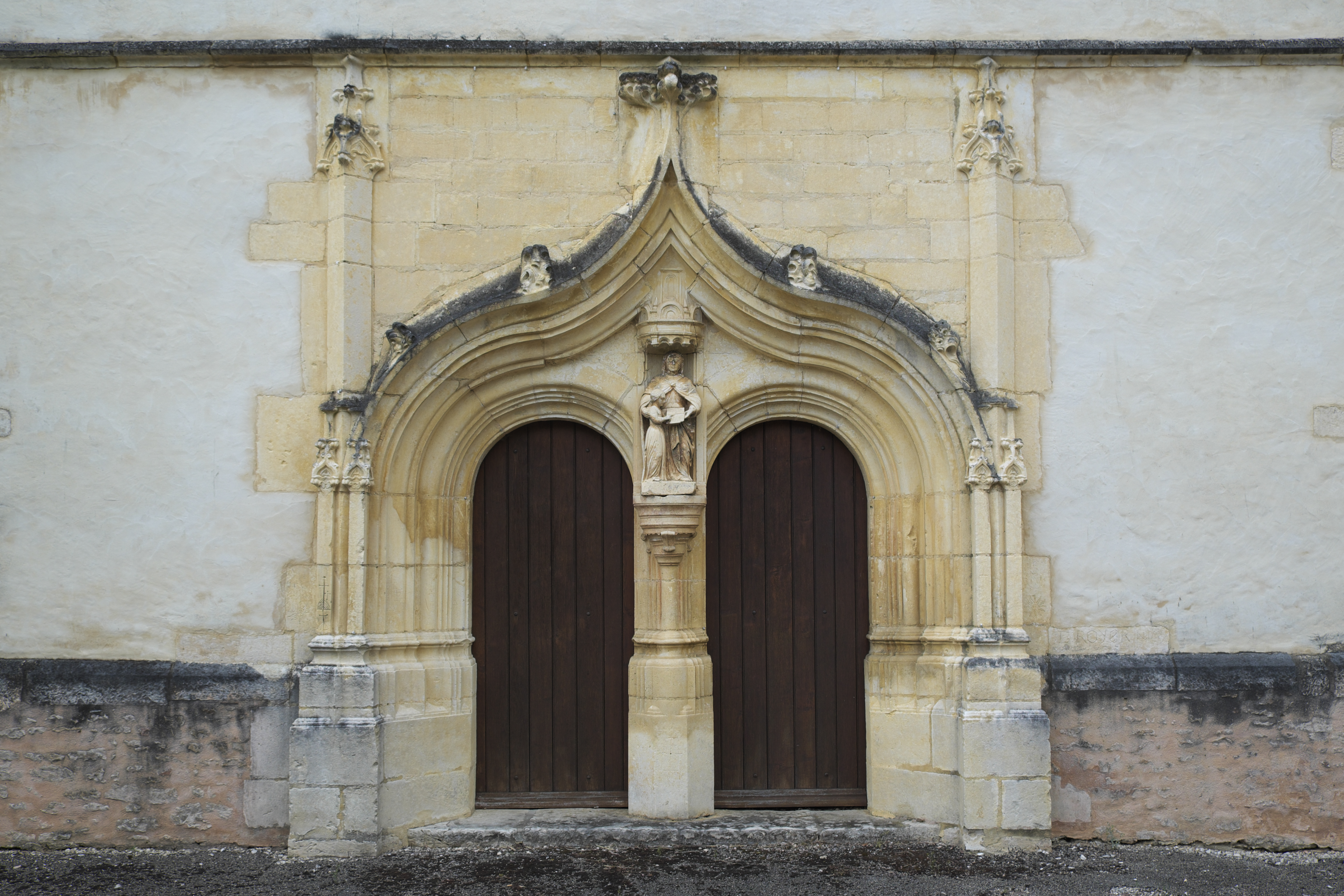
Westportal der Kirche Saint-Bénigne